# Johann Eberhard Rösler

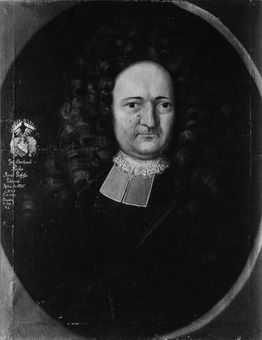
Bildnis in der Tübinger Professorengalerie

Johann Eberhard Rösler (auch Rössler; * 11. Oktober 1668 im Kloster Lorch; † 13. Oktober 1733 in Tübingen) war ein deutscher Philosoph, Bibliothekar, evangelischer Geistlicher und Hochschullehrer.

## Leben
Rösler, der Sohn des Klosterverwalters in Lorch und Enkel von Michael Müller, besuchte ab 1682 die Klosterschule Blaubeuren und ab 1684 die Klosterschule Bebenhausen. Am 19. Januar 1685 immatrikulierte er sich an der Universität Tübingen, an der er am 5. Mai 1686 den Bakkalaureusgrad erhielt. Im selben Jahr wurde ihm ein herzogliches Stipendium am Tübinger Stift zugesprochen und am 22. August 1688 als Jahrgangsbester der Magistergrad. Anschließend unternahm er eine Reise nach Wittenberg, Hamburg und in die Niederlande.
Rösler erhielt nach seiner Rückkehr eine Anstellung als Hofmeister beim Major und schwedischen Gesandten Baron von Rothlieb sowie darauffolgend bei den Prinzen Karl Alexander und Heinrich Friedrich von Württemberg. Er begleitete Karl Alexander 1695 nach Tübingen wurde 1696 in Winnenden als dessen Feldprediger stationiert und folgte Karl Alexander nach Norddeutschland, in die Niederlande, nach Brabant sowie nach Ungarn und Österreich. In Wien war es ihm möglich die kaiserliche Bibliothek zu besichtigen.
Rösler nahm zum 14. Dezember 1698 einen Ruf auf die ordentliche Professur der Beredsamkeit und Dichtkunst an die Tübinger Universität an. 1705 erhielt er an der Philosophischen Fakultät die ordentliche Professur der praktischen Philosophie, wurde Rektor des akademischen Contuberniums sowie Bibliothekar der Universitätsbibliothek Tübingen. Von 1716 bis zu seinem Tod war er zusätzlich Stiftsephorus des Tübinger Stifts, von 1720 an zusätzlich Pädagogiarch ob der Staig. Er hatte in seiner Amtszeit dreimal das Rektorat der Universität inne und siebenmal das Amt des Dekans der Philosophischen Fakultät. So amtierte er 1705, 1715 sowie 1722/1723 als Rektor der Universität.
Seine älteste Tochter war mit dem Tübinger Philosophen Israel Gottlieb Canz verheiratet.

## Werke (Auswahl)
- Annotationes ad praefationem Pufendorfii, libris de officio hominis et civis praemissam, Reis, Tübingen 1712.
- Zwischen 1715 und 1719 eine Reihe von Dissertationen zu Samuel von Pufendorfs Werk.
- Dissertatio Moralis De Eo Quod Naturaliter Justum Est circa Emtionem Et Venditionem, Franck, Tübingen 1721.
- Themata Iurisprudentiæ Naturalis Ad Ductum Lib. Pufendorfiani De Officio Hominis & Civis Cotta, Tübingen 1726.